# سهيل صابر
 سهيل صابر علي الحموندي حارس مرمى عراقي سابق بكرة القدم. لعب لنادي الطلبة العراقي، كما لعب للمنتخب العراقي الأول في مباريات قليلة لوجود علاقات شخصية جانبية. وقد فاز بلقب أحسن حارس لعدة مواسم في الدوري العراقي. وقد كان أول حارس مرمى يغطي منطقة الجزاء بخروجه الجيد للكرات العالية والعرضية. وقد كان أول حارس مرمى يلعب بطريقة القشاش (ليبرو) خارج الجزاء منذ عام 1983، وقد ساهم مع نادي الطلبة والمنتخبات العراقية في إحراز بطولات كثيرة.
وبعد الاعتزال، درب حراس مرمى نادي الطلبة والمنتخبات العراقية. وفي عام 2002 أنتقل إلى نادي السد القطري عندها درب الفئات السنية (أشبال، ناشئين، شباب) وأحرزوا بطولات كثيرة للفئات السنية المختلفة. وقد أخرج عدة حراس مرمى جيدين.
في عام 2005 اختارته إدارة النادي ضمن الكادر التدريبي للفريق الأول وعمل مع عدة مدربيين كبار. وفي الموسمين 2005 و 2006 فاز النادي بثلاث بطولات، وفي الموسمين 2006 و 2007 كان الإنجاز التاريخي لنادي السد بفوزه بالبطولات الأربعة (كأس الشيخ جاسم، درع الدوري، كأس ولي العهد، كأس الأمير). وقد طور مستوى عدة حراس مرمى في نادي السد عندها حاز حارس مرمى نادي السد كأحسن حارس مرمى للموسمين (2005,2006 و2006,2007) وشارك مع المنتخب القطري العسكري في بطولة العالم العسكرية التي جرت في ألمانيا عام 2005. وقد حاز المنتخب على المرتبة الثالثة على العالم. وفي عام 2007,2008 انتقل لنادي الجيش القطري في الدرجة الثانية عندها أحرز النادي ثلاث بطولات (الكأس، الدوري، دوري الرديف). وحالياّ عاد لتدريب حراس نادي السد لفئة الناشئين موسم 2009,2010.